# Daïra de Boussemghoun
La daïra de Boussemghoun est une daïra d'Algérie située dans la wilaya d'El Bayadh et dont le chef-lieu est la ville éponyme de Boussemghoun.

## Localisation
La daïra est située à l'ouest de la wilaya d'El Bayadh.

## Communes
La daïra n'est composéé qu'une seule commune : Boussemghoun.